# Lewis Swift
Lewis A. Swift (29. února 1820, Clarkson, stát New York, USA – 5. ledna 1913) byl americký astronom. Objevil nebo spolubojevil celou řadu komet.
Je po něm pojmenován kráter Swift na přivrácené straně Měsíce.

## Objevy
Swift objevil nebo spoluobjevil řadu komet, včetně periodických komet 11P/Tempel-Swift-LINEAR, 64P/Swift-Gehrels a 109P/Swift-Tuttle (mateřské těleso meteorického roje Perseidy). Objevil také komety C/1877 G2, C/1878 N1, C/1879 M1, C/1881 J1, C/1881 W1, C/1892 E1, D/1895 Q1 (známá také jako D/Swift, na jejíž proud trosek narazil Mariner 4 pravděpodobně 15. září 1967), C/1896 G1 a C/1899 E1 a spoluobjevil kometu C/1883 D1 (Brooks-Swift). Poznamenejme však, že kometu 54P/de Vico-Swift-NEAT objevil spíše jeho syn Edward D. Swift než on sám.
Svou poslední kometu objevil ve věku 79 let. Byl jedním z mála lidí, kteří viděli kometu Halley při dvou jejích objevech v rozmezí 76 let (viz také: Externí odkaz).
V roce 1878 se domníval, že pozoroval dvě planety typu Vulkán (planety uvnitř dráhy Merkuru), ale mýlil se.
Kromě komet objevil také stovky mlhovin, například IC 289, a galaxií, například NGC 6, NGC 19 a NGC 27. V roce 1866 objevil také několik dalších mlhovin. Nezávisle pozoroval NGC 17, což vedlo k jejímu samostatnému zařazení do Nového generálního katalogu jako NGC 34.